# Aegisub
Aegisub és un editor de subtítols SubStation Alpha de propòsit general que ajuda en molts aspectes a la composició tipogràfica (typesetting). Corregeix algunes deficiències de Medusa Subtitling Station i afig moltes altres característiques de les quals aquest mancava. La primera versió pública es va anunciar el 4 de novembre de 2005 com v1.00 beta.
A partir de la versió 1.07 Aegisub es va convertir en programari de codi obert baix llicència BSD 3-clause.

## Característiques
- Unicode en codificacions UTF-7, UTF-8, UTF-16LI i UTF-16BE
- Permet importar subtítols no Unicode des de més de 30 codificacions diferents, incloent ShiftJIS, el que permet reprendre el treball sobre qualsevol subtítol independentment de la configuració del sistema
- Permet carregar els formats de subtítol Advanced SubStation Alpha (.ass), SubStation Alpha (.ssa), SubRip (.srt) i de text pla (.txt) (amb dades d'actors)

- Diversos nivells de "desfer"

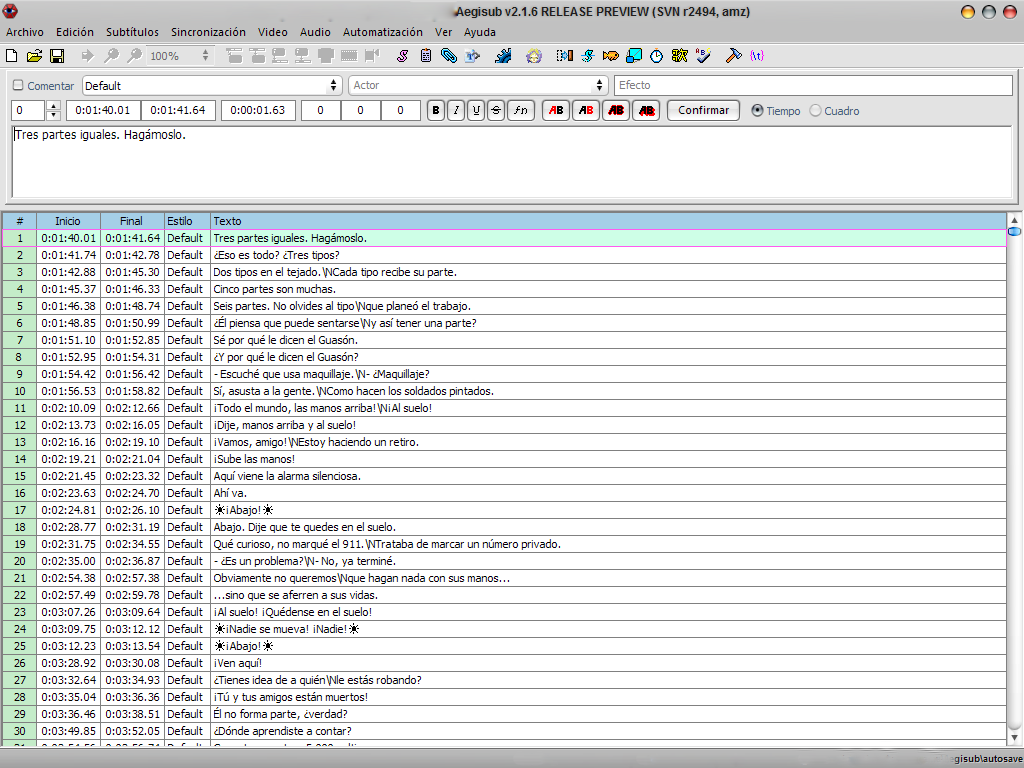
Aegisub

- Fa ús de Advanced SubStation Alpha com format de subtítols predeterminat
- Potent mòdul d'automatització que utilitza el llenguatge de script *Lua per a crear efectes avançats de *karaoke o qualsevol altre tipus de manipulació sobre els subtítols.
- Ressaltat de sintaxi
- Recol·lector de fonts tipogràfiques
- Obertura de vídeos via Avisynth per a una veritable previsualització dels subtítols mitjançant VSFilter en qualsevol format suportat per DirectShow

## Ou de pasqua
Si se selecciona la tipografia Comic Sans en el gestor d'estils apareix un missatge d'advertiment que anima a l'usuari a considerar que "és la tipografia de la qual més s'ha abusat en la història de la informàtica".